# Ultraman Taro
Ultraman Taro foi um programa de televisão produzido no Japão, exibido de 6 de abril de 1973 a 5 de abril de 1974
Ultraman Taro era até então considerado o mais jovem membro da família Ultra, filho de "Urutora no Haha" ("Mãe de Ultra", ou "Ultra Mother") e "Urutora no Titi" ("Pai de Ultra", ou "Ultra Father"), treinado em M78 desde a infância e fã de Ultraseven (como pode ser visto no longa-metragem "Ultraman Story" de 1984). 
Ultraman Taro foi a quinta série da saga Ultraman e a sexta da companhia Tsuburaya (levando em consideração a série de monstros sem heróis "Ultra Q"). Na música tema de Taro, era possível ouvir a frase "Urutoraman number six" ("Ultraman número seis", considerando Zoffy na contagem: 1. Zoffy; 2. Ultraman; 3. Seven; 4. Jack; 5. Ace; 6. Taro.
Como toda série Ultra, a presença de um Esquadrão para defender a Terra (ou o Japão) de monstros é garantida pelo "Esquadrão ZAT" - "Zariba of All Territory", algo como "Proteção de Todo o Território".
A série Ultraman Taro marcou época pelo visual espalhafatoso, estilo anos 70, colorido nas roupas, naves, veículos e monstros, todos com um tom "carnavalesco". A série emplacou de vez o conceito "família Ultra", e, por muitas vezes, era ligeiramente cômica. 
Em Ultraman Taro fomos apresentados a uma nova personagem do universo Ultra, a Mãe de Ultra, guerreira que faz parte da divisão "Cruz de Prata”, grupo médico de M78. Sempre que seu filho Taro esta em perigo vem dar-lhe apoio ou envia algum de seus irmãos para livrá-lo de alguma enrascada. 
Em 2009, no longa metragem "Mega Batalha Na Galáxia Ultra" (também conhecido pelo nome em inglês "Mega Monster Battle: Ultra Galaxy Legend") foram revelados os nomes da Mãe de Ultra e do Pai de Ultra: Mary e Ken, respectivamente.
Ultraman Taro foi um grande sucesso no Japão, a despeito de seu estilo carnavalesco.
A série obteve grande sucesso com as crianças, pois espelhava as próprias, sendo Taro um Ultra jovem se esforçando para mostrar seu valor, sempre levando bronca do seu pai, mas recebendo também seu carinho, assim como de sua mãe, além da ajuda que recebia de seus irmãos mais velhos (Ultraman, Seven, Ace, Jack e Zoffy).
Além do aparecimento de diversos dos Ultras anteriores e dos pais, a série, com seu tom mais cômico e infantil, garantiu um "Ultra Cão", "Ultra Sino" e coisas do tipo.

## Lista de episódios
1. URUTORA NO HAHA WA TAIYOH NO YOH NI (Como um Sol, A mãe de Ultra)
2. SONO TOKO URUTORA NO HAHA WA (No momento que a Mãe de Utra se vai)
3. URUTORA NO HAHA WA ITSUMADE MO (A verdadeira Mãe de Ultra)
4. OHUMIGAME KAIJUH TOHKYOH O OSOU! (A grande Tartaruga Marinha ataca Tokyo!)
5. OYABOSHI, KOBOSHI, ICHIBANBOSHI (A estrela do pai, a estrela do filho, A primeira estrela)
6. KAIJUH WA HOHSEKI GA OSUKI (As joias que alimentam monstros!)
7. TENGOKU TO JIGOKUSHIMA GA UGOITA! (Céu e inferno, a Ilha viajante!)
8. HITOGUI NUMA NO HITODAMA (OS espíritos malignos do pântano devorador de homens)
9. TOHKYOH NO KUZURERU HI (O dia em Que Tokyo desintegra-se)
10. KIBA NO JUHJIKA WA KAIJUH NO HAKABA (A cruz de enormes dentes é a sepultura de um monstro!)
11. CHI O SUU HANA WA SHOHJO NO SEI (A Flor que bebe sangue e o Espírito de uma Garota)
12. KAIJUH HITORITABI (A viagem do monstro solitário)
13. KAIJUH NO MUSHIBA GA ITAI! (O Monstro com Dor de Dente!)
14. TAROH NO KUBI GA SUTTONDA! (A Cabeça de Taro Quase é Arrancada!)
15. AOI KITSUNEBI NO SHOHJO (A Jovem Garota e a chegada do Raio Azul)
16. KAIJUH NO FUE GA NARU (A música do monstro da Flauta)
17. NIDAIKAIJUH TAROH NI SEMARU! (Dois monstros enormes atacam Taro!)
18. TAROH GA SHINDA! ZOFIH MO SHINDA! (Taro é Morto! Zoffy Também morre!)
19. URUTORA NO HAHA AI NO KISEKI! (A Mãe de Ultra e a Lei do Amor!)
20. BIKKURI! KAIJUH GA FUTTE KITA Surprise! (Um monstro que fazia chover)
21. TOHKYOH NYUHTAUN CHINBOTSU (Um bairro de Tokyo está afundando)
22. KODZURE KAIJUH NO IKARI! (The Wrath of a Child-Carrying Monster!)
23. YASASHIH KAIJUH OTOHSAN! (Gentle Daddy Monster!)
24. KORE GA URUTORA NO KUNI DA! (This is the Land of Ultra!)
25. MOERO! URUTORA ROKU KYOHDAI (Burn on! The Six Ultra Brothers)
26. BOKU NI MO KAIJUH WA TAIJI DEKIRU! (I Can Conquer Monsters Too!)
27. DETA! MEFIRASU-SEIJIN DA! (He's Out! It's Mephiras-seijin!)
28. KAIJUH EREKINGU MANGETSU NI HOERU! (Monster Eleking Barks at the Full Moon!)
29. BEMUSUTAH FUKKATSU! TAROH ZETTAI ZETSUMEI! (Bemstar Resurrected! Taro Absolutely
30. GYAKUSHUH! KAIJUH GUNDAN Counterattack! (The Monster Army)
31. ABUNAI! USOTSUKI DOKU KINOKO (Danger! Lying Poison Mushroom)
32. KOGARASHI KAIJUH! KAZE NO MATASABUROH (A Nipping Wind Monster!)
33. URUTORA NO KUNI DAIBAKUHATSU GO BYOH MAE! (Five Seconds Before the Great)
34. URUTORA ROKU KYOHDAI SAIGO NO HI! (The Last Day of the Six Ultra Brothers!)
35. HISSATSU! TAROH IKARI NO ICHIGEKI! (Certain Kill! Taro's One Blow of Rage!)
36. HIKYOH MONO! HANA YOME WA NAITA (Coward! The Bride Cried)
37. KAIJUH YO FURUSATO E KAERE! (Monster, Return to Your Homeland!)
38. URUTORA NO KURISUMASU TSURIH (The Ultra Christmas Tree)
39. URUTORA OYAKO MOCHI TSUKI DAI SAKUSEN (Ultra Father and Son Big Mochi-Making )
40. URUTORA KYOHDAI O KOETE YUKE! (Go Beyond the Ultra Brothers!)
41. HAHA NO NEGAI MAFUYU NO SAKURA FUBUKI (Mother's Wish - A Mid-Winter Cherry)
42. MABOROSHI NO HAHA WA KAIJUH TSUKAI! (The Phantom Mother is a Monster User!)
43. KAIJUH O SHIODZUKE NI SHIRO! (Apuros contra o monstro de Sal!)
44. A'! TAROH GA TABERARERU! (Oh! Taro está ficando faminto!)
45. AKAI KUTSU HAITE ITA... (O que ela queria eram sapatos vermelho...)
46. SHIROI USAGI WA WARUI YATSU! (O Coelho Branco é um Menino mau!)
47. KAIJUH TAISHOH (O Mestre dos Monstros)
48. KAIJUH HINA MATSURI (Festival de Garotas Monstro)
49. UTAE! KAIJUH BIGGU MATCHI (CAnto! A luta com um grande monstro)
50. KAIJUH SAIN WA V (O sinal do monstro é um "V")
51. URUTORA NO CHICHI TO HANAYOME GA KITA (O pai de Ultra e a Noiva estão chegando)
52. URUTORA NO INOCHI O NUSUME! (O Roubo da Ultra vida!)
53. SARABA TAROH YO! URUTORA NO HAHA YO! (Em frente Taro! A Mãe de Ultra!)